# لارس هرمل
لارس هرمل (انگلیسی: Lars Hermel؛ زادهٔ ۲۸ سپتامبر ۱۹۷۰) بازیکن فوتبال اهل آلمان است.
از باشگاه‌هایی که در آن بازی کرده‌است می‌توان به باشگاه فوتبال تسویکاو، باشگاه فوتبال فرایبورگ، و باشگاه فوتبال کمنیتس اشاره کرد.